# Maxine Waters
Maxine Moore Waters (St. Louis, 15 de agosto de 1938) é uma política norte-americana e membro da Câmara dos Representantes dos Estados Unidos pelo 43º distrito congressional da Califórnia desde 1991. Em 2018, apareceu na lista de 100 pessoas mais influentes do ano pela Time.